# 成安造形短期大学
成安造形短期大学（せいあんぞうけいたんきだいがく、英語: Seian Junior College of Art and Design）は、京都府長岡京市調子1-25-1に本部を置いていた日本の私立大学である。1950年に設置され、2006年に廃止された。

## 概要

### 大学全体
- 京都府長岡京市に所在した日本の私立短期大学で、設置主体は学校法人大阪成蹊学園[1]。
- 国内で最初に認可された短期大学149校[注 1]の1校として、1950年に京都成安短期大学として1学科体制で開学した[2]。同年末に成安女子短期大学と改称。1993年に男女共学となる。学科は名称変更なされたものの、2学科と変わりはなし[注 2]。
- 2001年、経営母体を学校法人京都成安学園から学校法人大阪成蹊学園に変更される。キャンパスは京都府長岡京市内にあったが、大阪成蹊大学芸術学部となったあと、大学の大阪・相川キャンパスへの統合に伴い、成安造形短期大学時代の校舎は全て建て替えられ、2014年9月1日から立命館中学校・高等学校になっている。
- 2002年度の入学生を最後に[注釈 3]、短期大学としての使命を終える[注釈 4]。

### 建学の精神（校訓・理念・学是）
- 成安造形短期大学の建学の精神はその由来は「成安」の名にこそある。「成」とは、成し遂げること。「安」とは、安寧であること。 つまり 「成安」とは人の和を大切に、一人ひとりが自己の使命を追求し、全うし続けることを通じて、心安らぐ平和な社会をつくることに貢献するという意味である。

### 教育および研究
- 1920年、教育者の瀬尾チカ（1887年12月30日 - 1956年11月20日没）の創立による成安裁縫学校が起源となっていることから、開学以来とりわけ被服や服飾デザイン関連の教育には力をいれていた。
- ファッションおよび造形美術やデザインに関する専門教育が行われていた。

### 学風および特色
- 元々は、女子短大であったが共学化された。
- 学生の一大イベントとしてファッションショーが催された。

## 沿革
- 1920年
  - 成安裁縫学校が創設される。
- 1923年
  - 京都成安女子学院に改組される。
- 1940年
  - 京都成安高等女学校に改組。
- 1946年
  - 京都成安女子専門学校に改組。
- 1949年
  - 10月 文部省[注釈 5]に短期大学[注 3]の設置認可に関する申請を行う[注 4]。なお、学科・専攻は以下の通りとなっている[注 5]。
    - 被服学科 入学定員80名
- 1950年
  - 3月14日 左記を以て短期大学の設置が文部省[注釈 5]より認可される[注 6]。
  - 4月1日 左記を以て 京都成安短期大学が以下の学科体制にて開学する[注 7]。
    - 被服学科 入学定員80名
    - 10月1日 成安女子短期大学（せいあんじょしたんきだいがく）と改称[14]。
- 1951年
  - 3月3日 学校法人が成立する[15]
  - 4月1日 被服科に第二部を増設し、以下の体制に整備される[注釈 6]。
    - 第一部 入学定員80名[注釈 7]
    - 第二部 入学定員80名[注釈 7]

  - 同 別科の設置が認められ、以下の課程を置く[注釈 6]。
    - 第一部 入学定員40名[注釈 7]
    - 第二部 入学定員40名[注釈 7]
- 1954年
  - 5月1日 学生数[18]/定員
    - 被服科 
      - 第一部 207[注釈 8]/160
      - 第二部 24[注釈 8]/160
- 1957年
  - 3月31日 以下については、左記をもって正式に廃止とする[19]。
    - 被服科第二部[注 8]
    - 別科被服専修第二部[注 9]
- 1958年
  - 4月1日 以下の学科を増設する[注 10]。
    - 意匠科 入学定員40名

  - 5月1日 学生数[23]/定員
    - 被服科 77[注釈 8]/140
    - 意匠科 30[注釈 8]/40
- 1967年
  - 4月1日 意匠科の入学定員を40→80に増員[注 11]。
  - 5月1日 学生数[28]/定員
    - 被服科 250[注釈 8]/120
    - 意匠科 294[注釈 8]/120
- 1976年
  - 4月1日 各学科の入学定員増を以下の通り行う[注 12]。
    - 被服科 60→100
    - 意匠科 80→100

  - 5月1日 学生数[32]/定員
    - 被服科 345[注釈 8]/160
    - 意匠科 345[注釈 8]/180
- 1981年
  - 4月1日 意匠科を造形芸術科に名称変更[33]。
  - 5月1日 学生数[34]/定員
    - 被服科 426[注釈 8]/200
    - 造形芸術科 426[注釈 8]/200
- 1987年
  - 3月15日 キャンパスを上京区相国寺北門前町から長岡京市調子に移転[注釈 9]。
  - 4月1日 専攻科の設置が認められ、以下の課程を設ける[37]。
    - 被服専攻 入学定員30名
    - 造形芸術専攻 入学定員35名
- 1988年
  - 4月1日 各学科の入学定員増を以下の通り行う[注 13]。
    - 被服科 100→180
    - 造形芸術科 100→180

  - 5月1日 学生数[42]/定員
    - 被服科 508[注釈 8]/280
    - 造形芸術科 489[注釈 8]/280
- 1990年
  - 4月1日 被服科を服飾文化学科に名称変更する[43]。
  - 同 教育職員免許法の改正に伴い、両学科が中学校教諭免許状課程の再認可を受ける。
  - 5月1日 学生数[44]/定員
    - 服飾文化学科 317[注釈 8]/360
    - 造形芸術科 578[注釈 8]/360
- 1992年
  - 5月1日 学生数[注 14]/定員
    - 服飾文化学科 519[注釈 8]/360
    - 造形芸術科 516[注釈 8]/360
- 1993年
  - 4月1日 成安造形短期大学と改称[47]。造形芸術科を共学化する。
  - 同 造形芸術科の入学定員を180→160に減員[注 15]。
  - 5月1日 学生数[50]/定員
    - 服飾文化学科 506[注釈 8]/360
    - 造形芸術科 482[注 16]/340
- 1994年
  - 4月1日 服飾文化学科を共学とする。
  - 5月1日 学生数[51]/定員
    - 服飾文化学科 502[注 17]/360
    - 造形芸術科 446[注 18]/320
- 1996年
  - 4月1日 大学評価・学位授与機構認定の専攻科服飾文化専攻が設置される。
- 1999年
  - 5月1日 学生数[52]/定員
    - 服飾文化学科 525[注 19]/360
    - 造形芸術科 464[注 20]/320
- 2001年
  - 4月1日 成安造形短期大学の設置者が京都成安学園から大阪成蹊学園に変更される[53]。
- 2002年
  - 4月1日 服飾文化学科の入学定員を180→60に減員[54]。
  - 同 この年度で学生募集を最終とする[注釈 3]
- 2006年
  - 6月14日 左記をもって文部科学省より正式に廃止の認可が下りる[注釈 4]。

## 基礎データ

### 所在地
- 京都府長岡京市調子1-25-1[注釈 1]

### 象徴
- 成安造形短期大学のカレッジマークは右記資料にあり[55]。

## 教育および研究

### 組織

#### 学科
- 服飾文化学科 入学定員60名[注釈 10]
- 造形芸術科 入学定員160名[注釈 10]

##### 学科の変遷
- 被服科
  - 第一部→服飾文化学科
  - 第二部 入学定員80名[注 21]
- 意匠科→造形芸術科

#### 専攻科
- 造形芸術専攻 入学定員35名[注 22]
- 服飾文化専攻 入学定員30名[注 23]

#### 別科
- 被服専修
  - 第一部→被服専修 入学定員40名[58]
  - 第二部 入学定員40名[注 24]

#### 取得資格について
- 中学校教諭二種免許状
  - 美術：造形芸術科[57]
  - 家庭：服飾文化学科[注 25]。

#### 附属機関
- 総合芸術研究所
- 附属図書館

### 研究
- 『成安女子短期大学紀要』[62]
- 『成安造形短期大学紀要』[注釈 2]

## 学生生活

### 学園祭
- 成安造形短期大学の学園祭は「白妙祭」と呼ばれていた。

## 大学関係者と組織

### 大学関係者一覧

#### 大学関係者
歴代学長
- 瀬尾チカ（学祖）
- 松田長三郎
- 中村元治
- 出雲路敬和
- 永田一孝
- 森俊三
- 大森正一
- 四方功一

## 施設
- 女子学生を対象とした学生寮があった。

## 対外関係

### 他大学との協定
- 大学コンソーシアム京都

### 系列校
- 大阪成蹊大学
- 大阪成蹊短期大学

## 社会との関わり
- 公開講座を執り行っていた。

## 卒業後の進路について

### 編入学・進学実績
- 造形芸術科：京都精華大学・京都造形芸術大学・大阪芸術大学ほか。
- 服飾文化学科：龍谷大学ほか。

## 関連サイト
- 成安造形大学沿革